# Malafede
La malafede (dal latino mala fides) è una motivazione comportamentale per la quale un individuo tende a mascherare le proprie intenzioni in modo da non far trapelare gli obiettivi disonesti che realmente persegue, pur agendo in modo formalmente corretto. Il termine è più propriamente usato con riferimento alla condotta di colui che sia in relazione falsamente franca con taluno, qualora stia cercando di procurarsi un vantaggio a scapito del suo interlocutore.
In senso giuridico, essa non esiste in quanto concetto a sé, ed è solo deducibile a contrario, come antitesi della buona fede (bona fides) la quale, soprattutto in ambito negoziale, si elegge a requisito principe della formazione della volontà dei soggetti.

## Filosofia
Come termine filosofico, Jean-Paul Sartre ha utilizzato "malafede" (mauvaise foi in francese) per definire i "concetti di malafede", che sono quelle affermazioni che in una posizione esistenziale devono essere credute, contemporaneamente, sia vere che false. Chi abbraccia uno di questi concetti non sta ingannando altre persone, e nemmeno si può dire che commetta un errore logico; ma sta, in un certo senso, ingannando se stesso. Il termine "malafede" è dunque utilizzato in un senso lontano dal suo significato comune.